# Пежо тип 25
Пежо тип 25 (фр. Peugeot Type 25) је био аутомобил произведен између 1898. и 1902. од стране француског произвођача аутомобила Пежо у њиховој фабрици у Оданкуру. У том периоду је произведено 2 јединице.
Аутомобил је покретао Пежоов четворотактни, двоцилиндрични мотор снаге 6-7 КС. Мотор је постављен хоризонтално позади и преко ланчаног преноса давао погон на задње точкове.
Међуосовинско растојање је 1900 мм. Дужина возила је 2800 мм и висина 190 цм. Облик каросерије је био купе са местом за три особе.